# Samuel Wallis

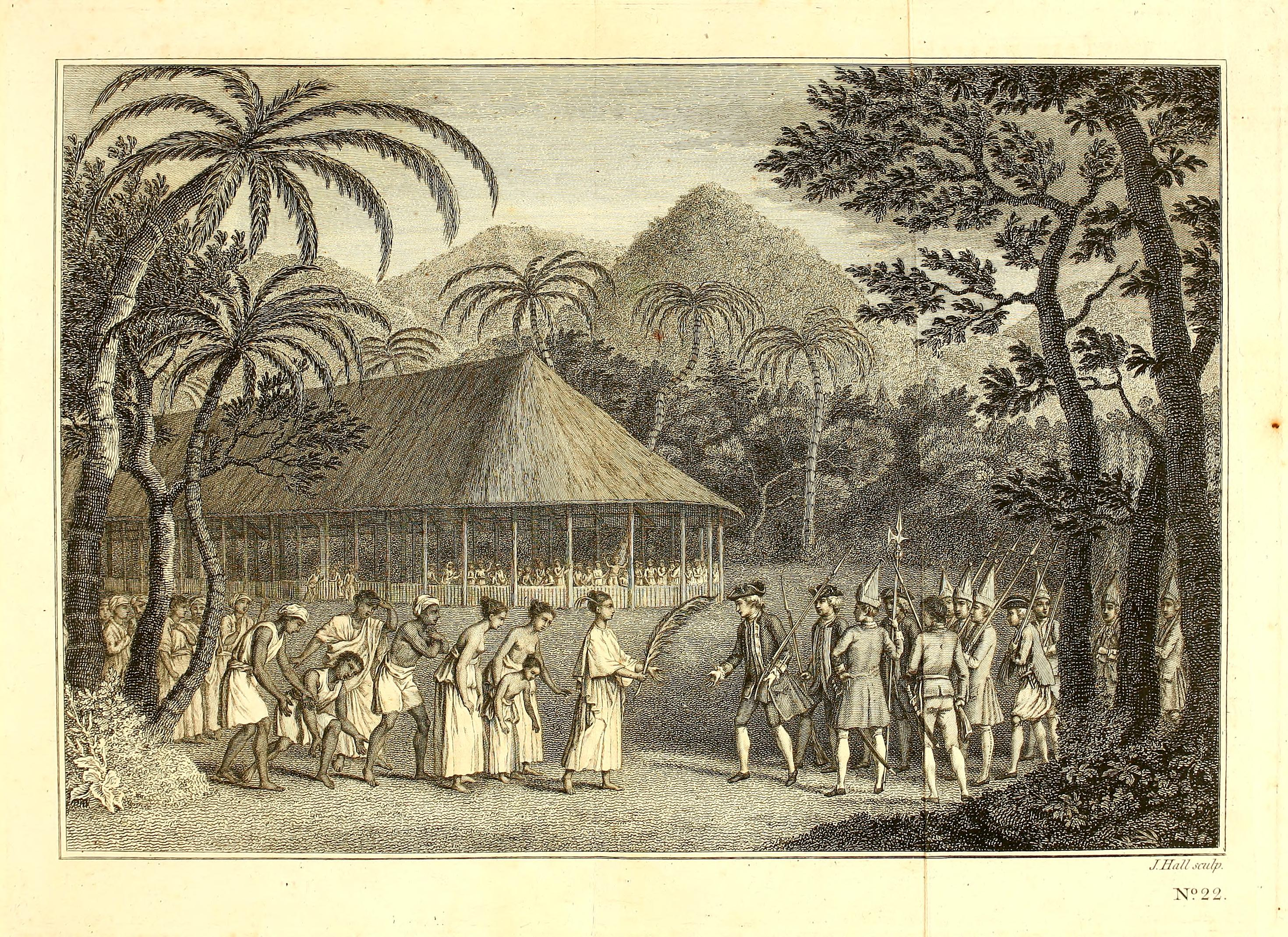
Samuel Wallis i la reina Oberea (Pure'a), a Tahití. Gravat de John Webber

Samuel Wallis   (Camelford, 23 d'abril de 1723 - Londres, 21 de gener de 1795) va ser un navegant i explorador anglès que va circumnavegar la Terra en el segon viatge d'exploració anglès al Pacífic.

## Biografia
Wallis va néixer a Fenteroon Farm, prop de Camelford, Cornualla. Va servir sota John Byron. El 1757, va ser ascendit a capità i va rebre el comandament de l'HMS Dolphin' com a comandant d'una expedició acompanyat per Philip Carteret a HMS Swallow amb l'encàrrec de circumnavegar el món. Tal com es va informar a la premsa, també va ser encarregat de descobrir el continent sud. Els dos els vaixells van ser separats per una tempesta poc després de navegar per l'Estret de Magallanes. El juny de 1767, l'expedició va fer la primera terra europea a Tahití, a la qual va anomenar "Illa del Rei Jordi Tercer" en honor del Rei. El mateix Wallis estava malalt i es va quedar a la seva cabana, així que el tinent Tobias Furneaux va ser el primer a posar els peus, aixecant un banderí i girant una gespa, prenent possessió en nom de Sa Majestat. Va descriure Tahití com un clima molt bo i l'illa com "un dels llocs més saludables i més deliciosos del món".
Dolphin es va quedar a la Badia de Matavai a Tahití durant més d'un mes. Wallis va passar a anomenar o rebatejar cinc illes més a les Illes de la Societat i sis atols a la Illes Tuamotu, a més de confirmar les ubicacions de Rongerik i Rongelap a les Illes Marshall. Va canviar el nom de la polinèsia illa d'Uvea com a Wallis després d'ell mateix, abans d'arribar a Tinian a les illes Mariannes. Va continuar cap a Batavia, on molts de la tripulació van morir a causa de la disenteria, després a través del Cap de Bona Esperança a Anglaterra, arribant el maig de 1768.
La principal descoberta de Wallis va ser King George the Third Island o Otaheite, avui Tahití. Els seus informes van ser decisius per James Cook que estava preparant el seu primer viatge al Pacífic. L'illa Wallis, de Wallis i Futuna, porta el nom en honor seu.

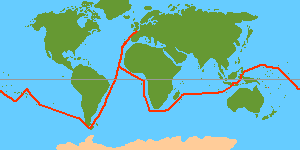
Ruta del viatge de Wallis.

La ruta del seu viatge de circumnavegació va ser la següent:
- 22-8-1766: sortida de Plymouth.
- Setembre: carreguen avituallaments a Madeira. Entre altres coses carreguen cebes i més tard Wallis es queixarà de la pudor del vaixell.
- La Palma i Cap Verd.
- Desembre: la Patagònia i l'estret de Magallanes.
- Abril de 1767: sortint de l'estret de Magallenes, perden de vista al Swallow.
- Juny: a les Tuamotu descobreix Whitsunday (Pinaki), Queen Charlotte (Nukutavake), Lord Egmont (Vairaatea), Duke of Gloucester (Paraoa), Duke of Cumberland (Manuhangi) i Prince William Henry (Nengonengo).
- Osnaburgh Island (Mehetia) a les illes de la Societat.
- Del 18-06-1767 al 26-07-1767 s'està a King George the Third Island (Tahití).
- Juliol: Scilly Islands (Manuae).
- Agost: Keppel (Niuatoputapu) i Boscawen (Tafahi), de Tonga.
- 16/08/1767: illa Wallis, nom donat pels seus oficials.
- Setembre: illes Rongalep, Bikini i Piscadone a les illes Marshall
- Saipan i Tinian, a les illes Mariannes Septentrionals
- Octubre: Bashee Islands (illes Batan) a les Filipines.
- Novembre: illes Spratly, al mar de la Xina.
- New Island (Namyit).
- Condone Island, al Vietnam.
- Illes Tioman, Aros i Pesang, de Malàisia.
- Illes Pulo Toto i Pulo Weste, d'Indonèsia.
- 30/11/1767: Batàvia (Jakarta).
- Febrer de 1768: Cap de Bona Esperança.
- Març: Santa Helena
- 19-05-1768: arriba a Hastings, Anglaterra.